# 弗拉特克里克鎮區 (密蘇里州巴里縣)
弗拉特克里克鎮區（英語：Flat Creek Township）是位於美國密蘇里州巴里縣的一個行政鎮區。

## 地方資料
弗拉特克里克鎮區的面積為138.07平方千米，當中陸地面積為138.05平方千米，而水域面積為0.02平方千米。根據2020年美國人口普查的數據，當地共有人口5607人，而人口密度為每平方千米40.61人。